# Leonardo da Pistoia (1502–1548)
Leonardo Grazia, znany także jako Leonardo da Pistoia (ur. w 1502 w Pistoia, zm. w 1548 w Neapolu) – włoski malarz.

## Życiorys
Urodził się w miejscowości Pistoia w Toskanii. Na początku pracował w Rzymie, następnie przeniósł się do Neapolu, gdzie rozpoczął współpracę z malarzem Gianfrancesco Pennim. Malował głównie portrety. Zmarł w 1548 roku w Neapolu.